# Richard Mateelong
Richard Mateelong, född 14 oktober 1983, är en kenyansk friidrottare som tävlar i hinderlöpning. 
Mateelong slog igenom vid de afrikanska mästerskapen 2004 där han blev tvåa på 3 000 meter hinder. Mateelong deltog även i VM 2007 i Osaka där han slutade på tredje plats.
Mateelong deltog även vid Olympiska sommarspelen 2008 i Peking där han återigen slutade på tredje plats. 
Vid VM 2009 noterade han ett nytt personligt rekord i finalen då han sprang på 8.00,89. Tiden räckte till en andra plats bakom landsmannen Ezekiel Kemboi.

## Personliga rekord
- 3 000 meter hinder - 8.00,89